# HD265402
HD265402 — хімічно пекулярна зоря спектрального класу
B9 й має видиму зоряну величину в смузі V приблизно 10,4.

## Пекулярний хімічний вміст
Зоряна атмосфера HD265402 має підвищений вміст 
Cr
.